# Johann Michael Wittmer

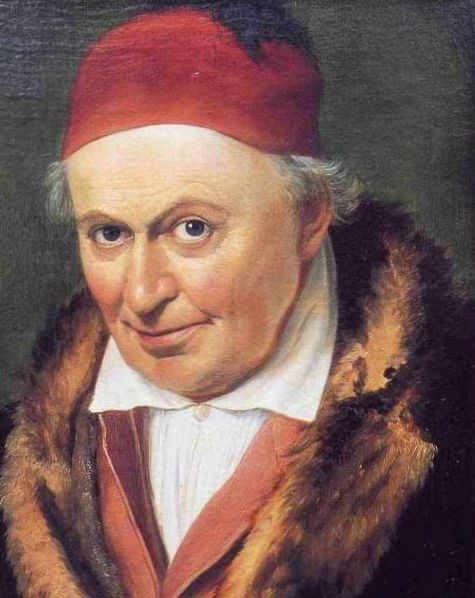
Joseph Anton Koch, porträtt av Johann Michael Wittmer.

Johann Michael Wittmer, född den 15 oktober 1802 i Murnau, Oberbayern, död den 9 maj 1880 i München, var en tysk målare. Han var måg till Joseph Anton Koch.
Wittmer var elev till Johann Peter von Langer vid Münchens akademi. Efter en kortare verksamhet i München, där han arbetade med Glyptotekets fresker och Odeon samt målade en altartavla för Isseldorf for han 1828 till Rom. Tillsammans med kronprins Max av Bayern var han via Syditalien på långa resor i Grekland, Mindre Asien och Konstantinopel. Han utnyttjade sina många studier från resan, då han kom tillbaka till Rom, som blev hans framtida huvudsakliga vistelseort. Till Münchens Pinakotek kom bland annat Herdarnas tillbedjan, till Thorvaldsens Museum Aisopos berättar fabler (1841).